# Biserica Sfinții Voievozi din Bodeștii de Jos
Biserica  Sfinții Voievozi este un monument istoric aflat pe teritoriul satului Bodeștii de Jos, comuna Bodești, județul Neamț. Figurează pe lista monumentelor istorice  cod LMI NT-II-m-B-10594.

## Istoric și trăsături
Biserica a fost construită de marele logofăt al domnitorului Vasile Lupu, Pan Patru Racoviță și Kneghina sa Ileana, în jurul anului 1600. Ctitorii bisericii, trecuți la Domnul în anii 1640, respectiv 1651, își dorm somnul de veci în pronaos, în cele două morminte din piatră. Are 16m lungime și 5,50m lățime, ziduri groase din piatră masivă și este compusă din altar, naos și nartex. În anul 1795 i se adaugă pridvorul, iar în 1867 este refăcut acoperișul. Alte reparații au avut loc în anii 1901-1905, 1932, 1970, 1978.

## Imagini din exterior

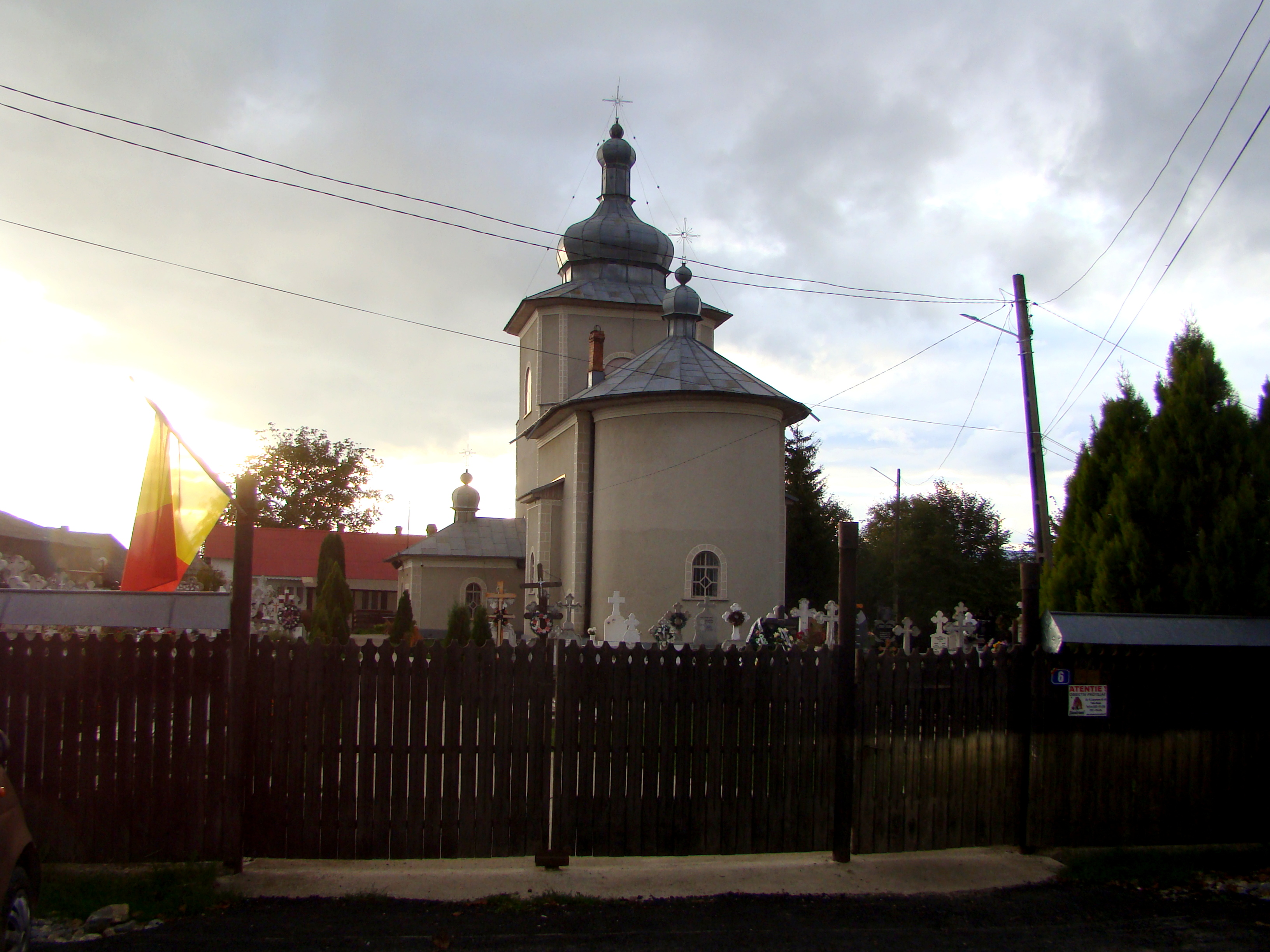
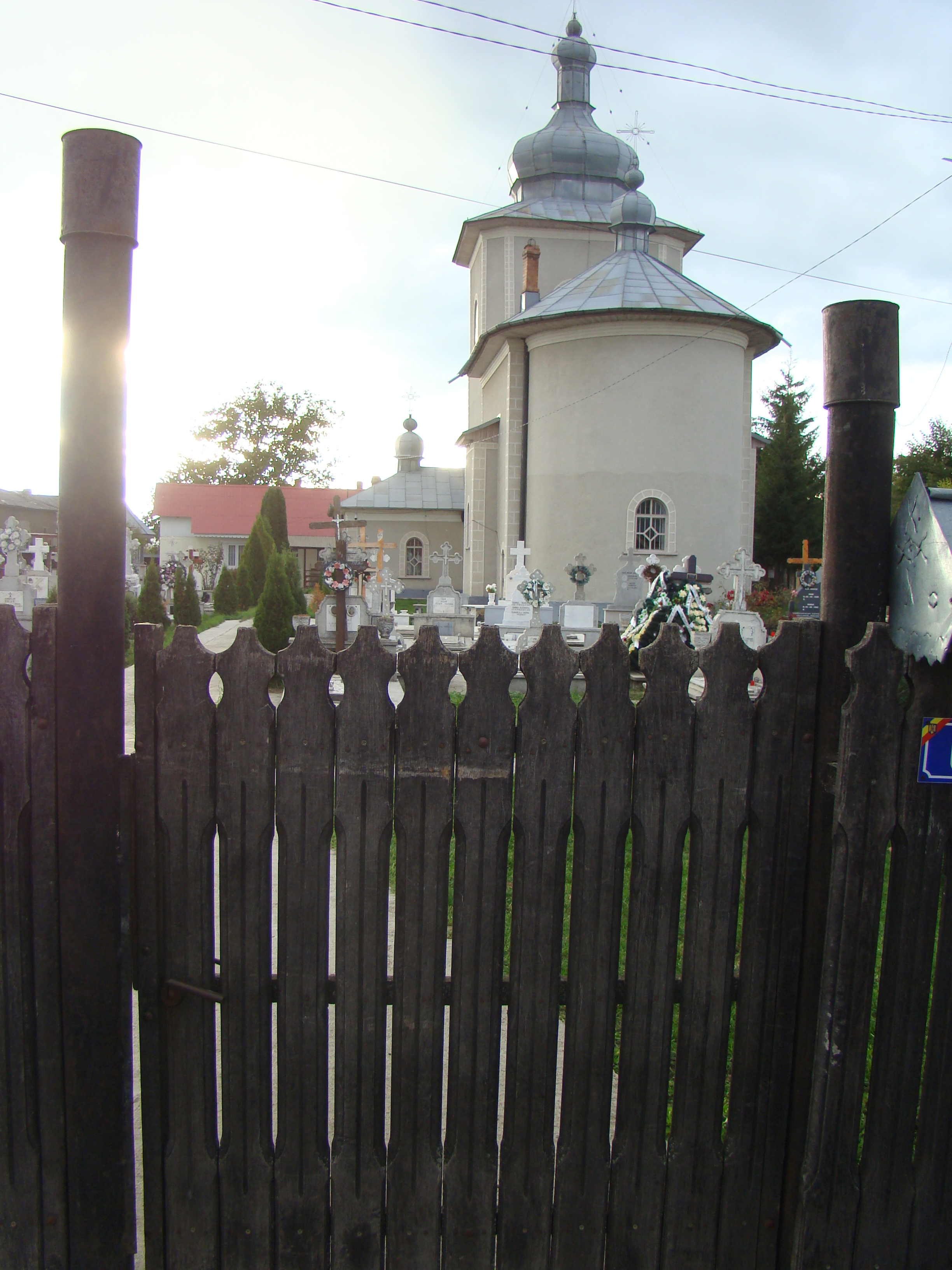
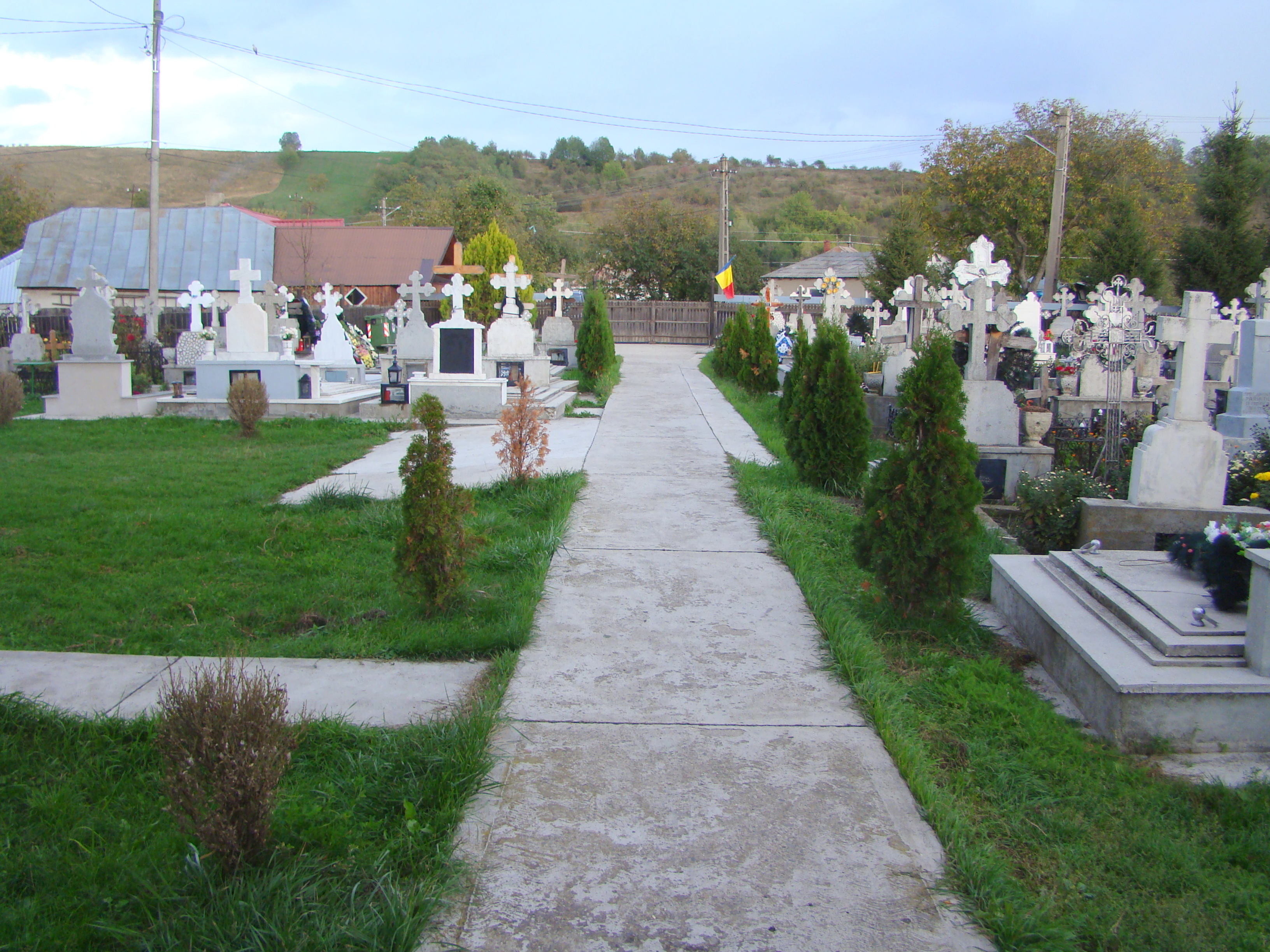
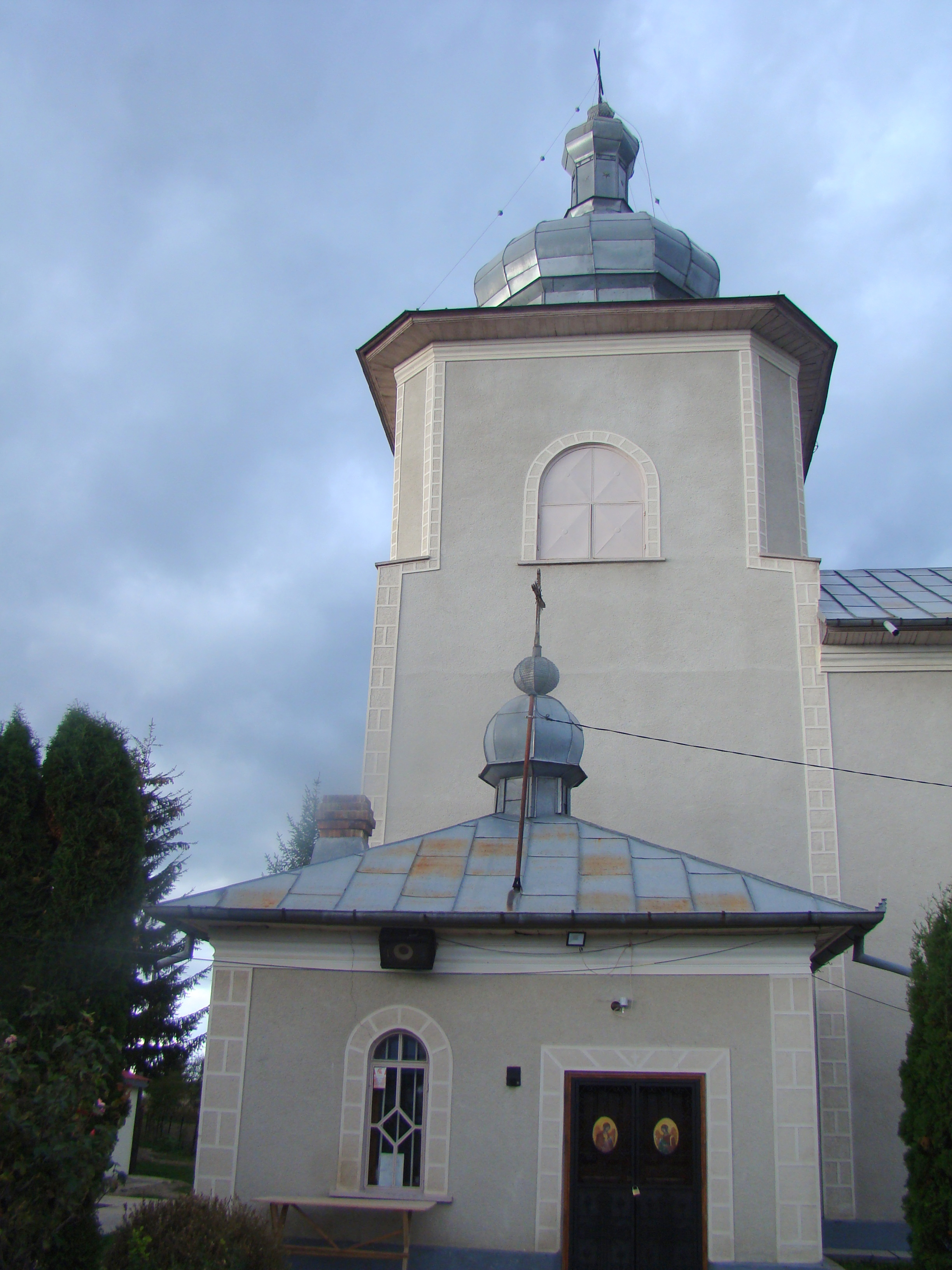
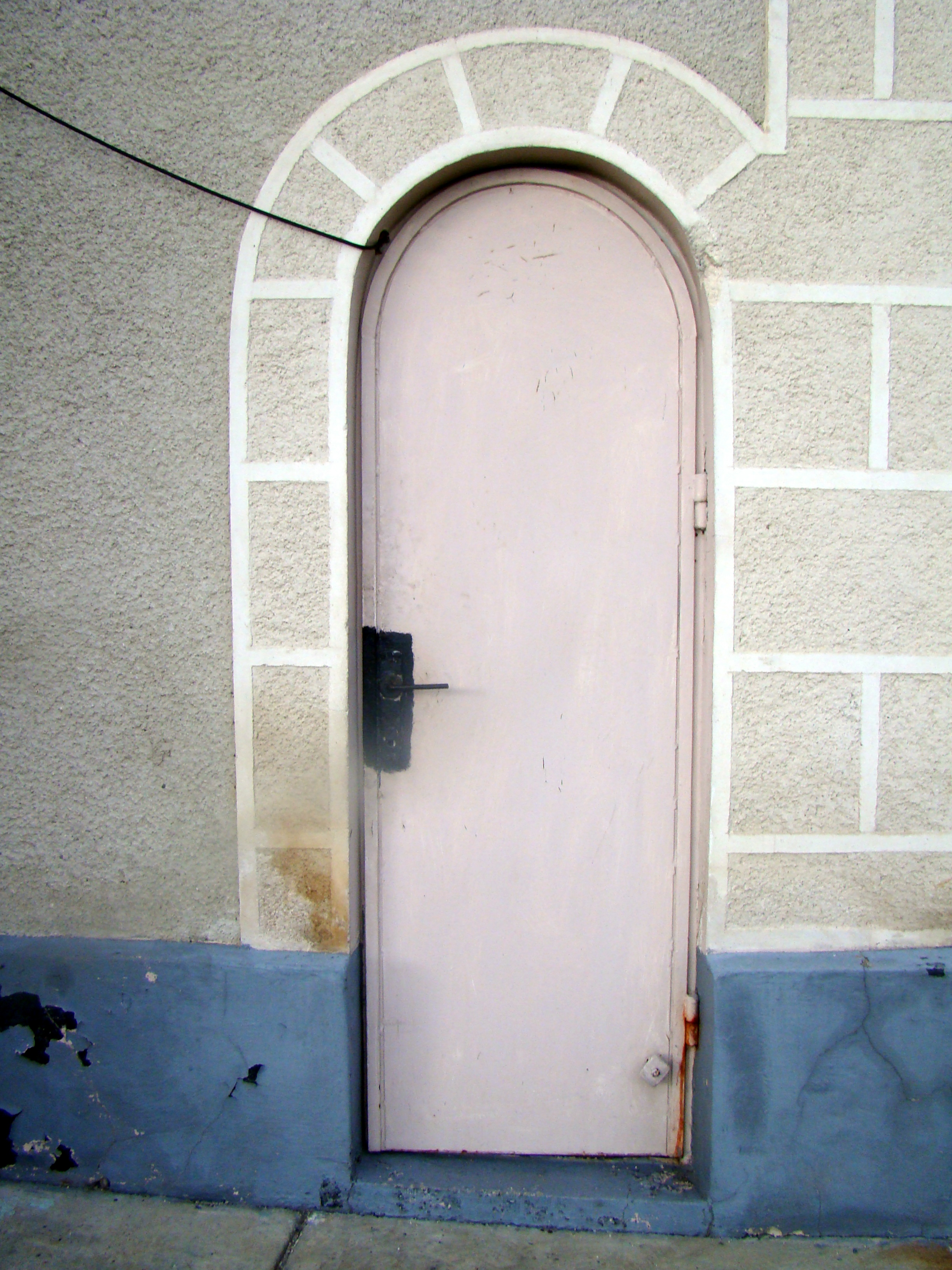
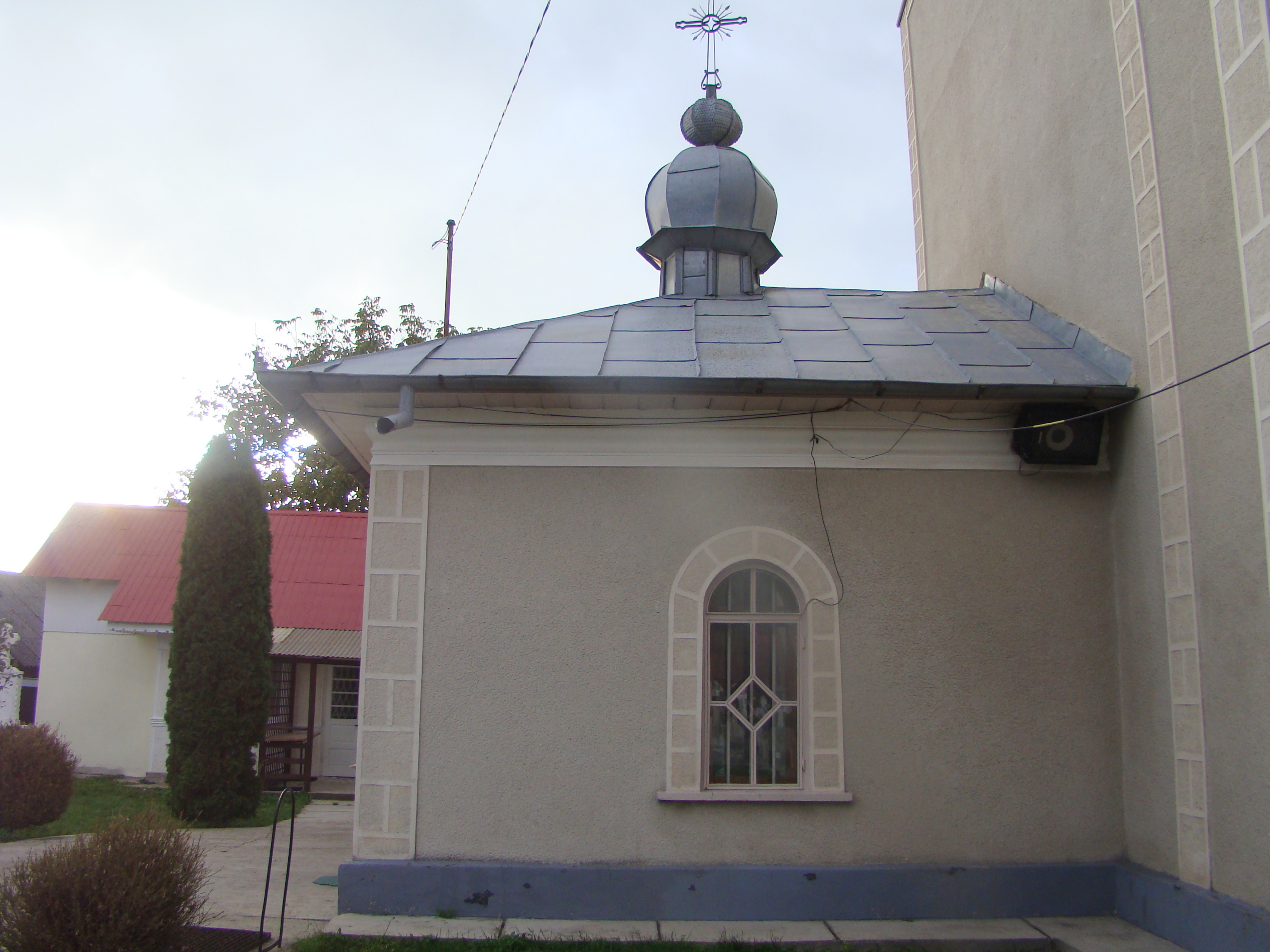
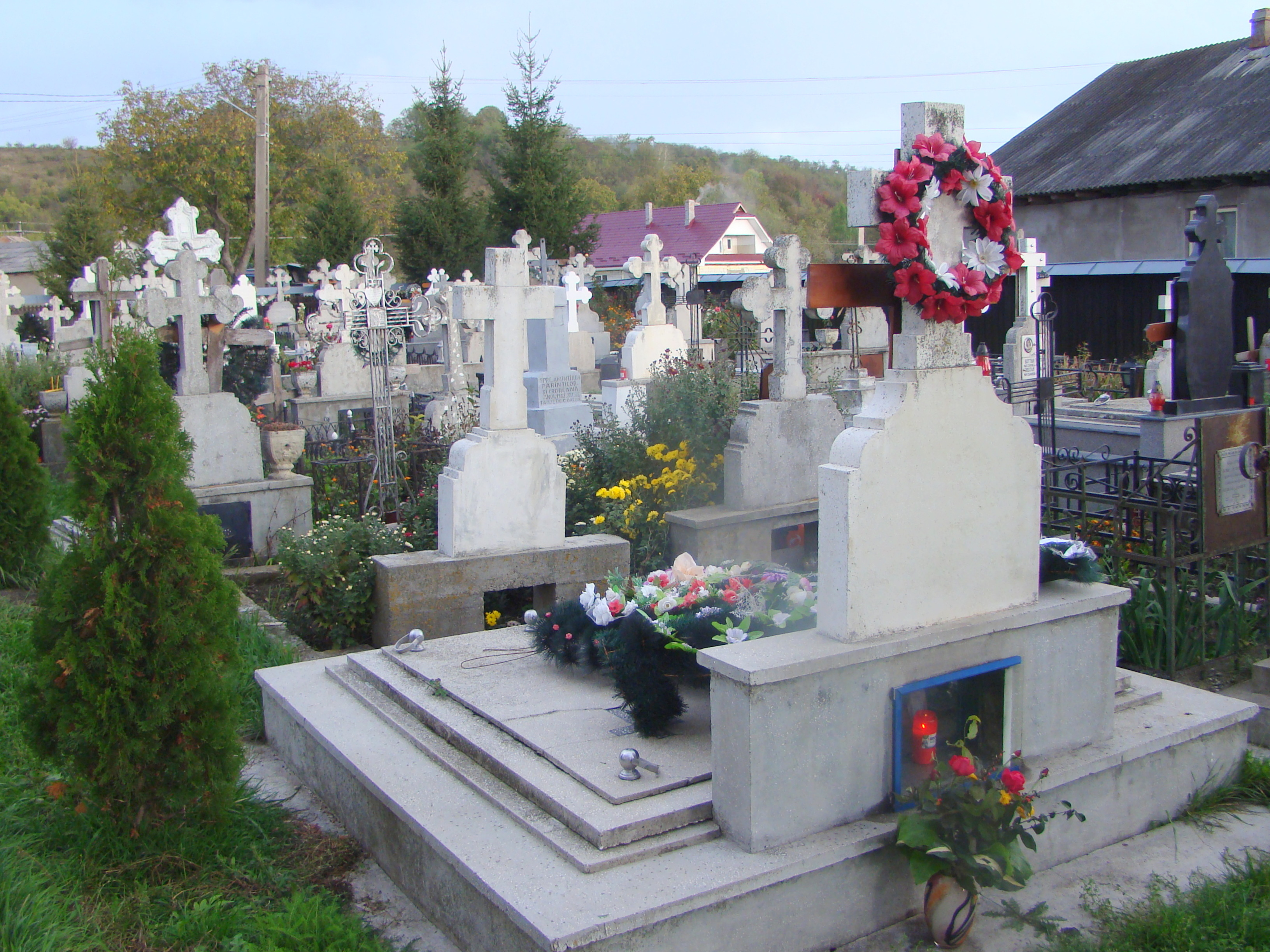
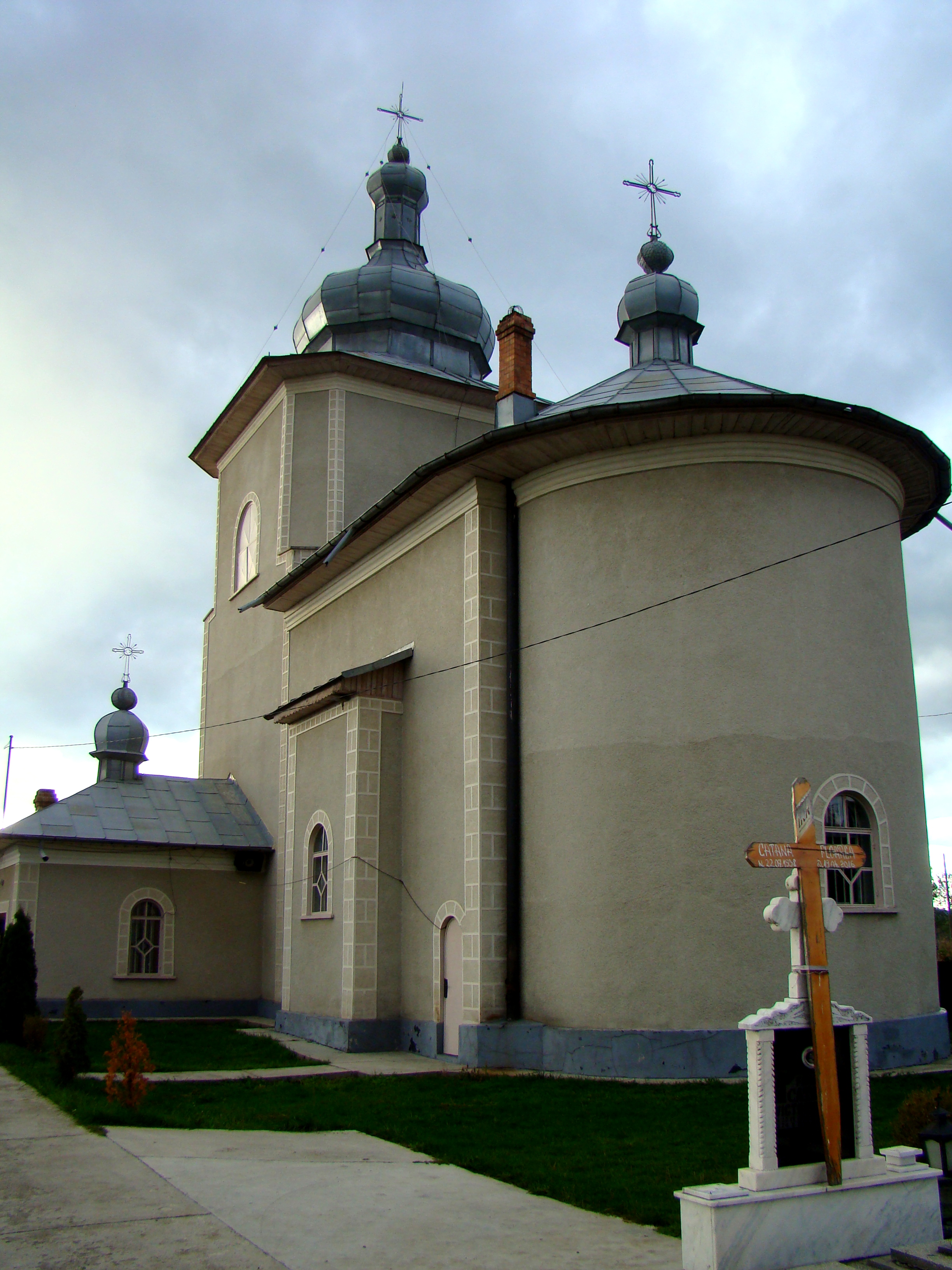
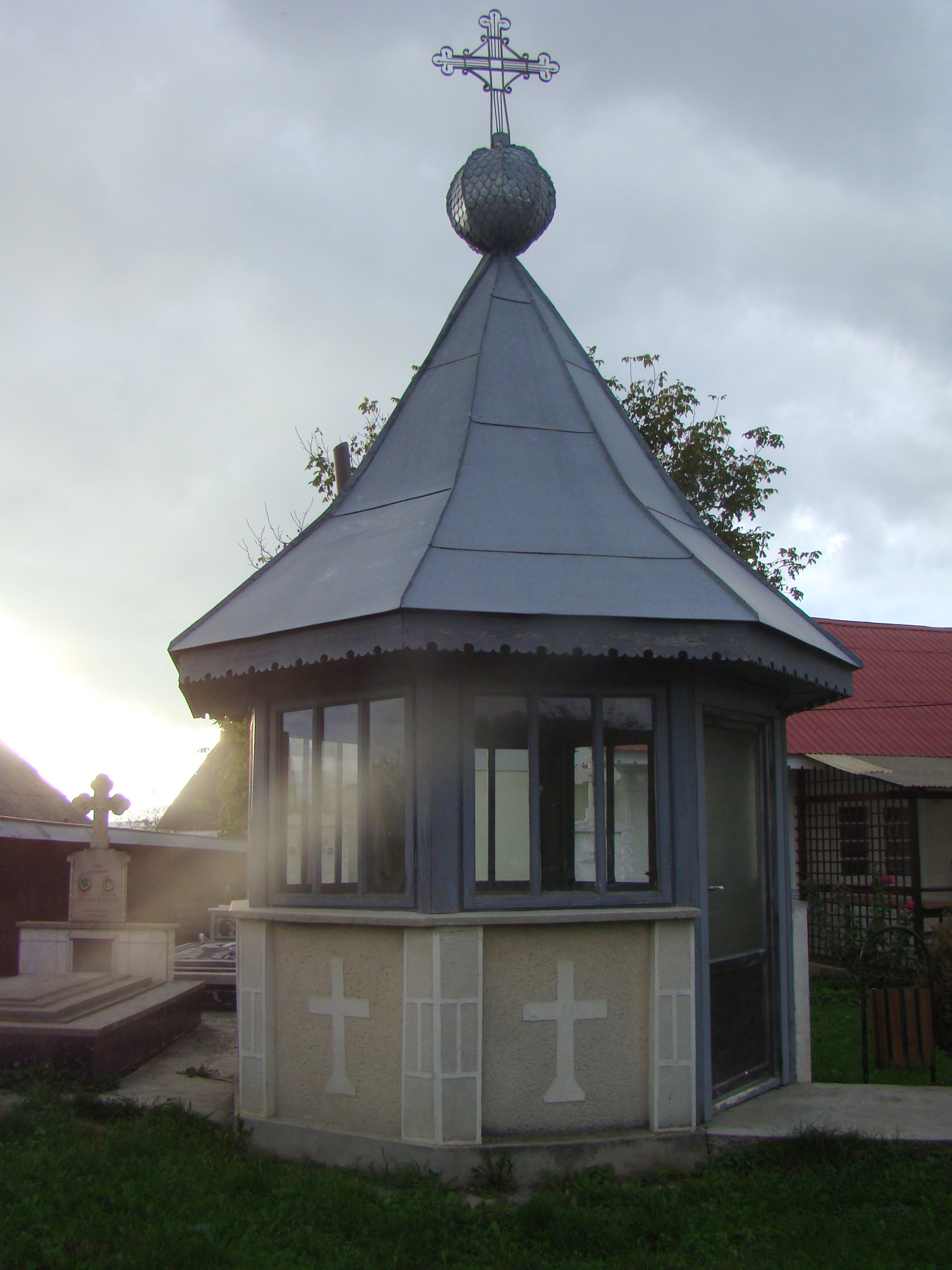
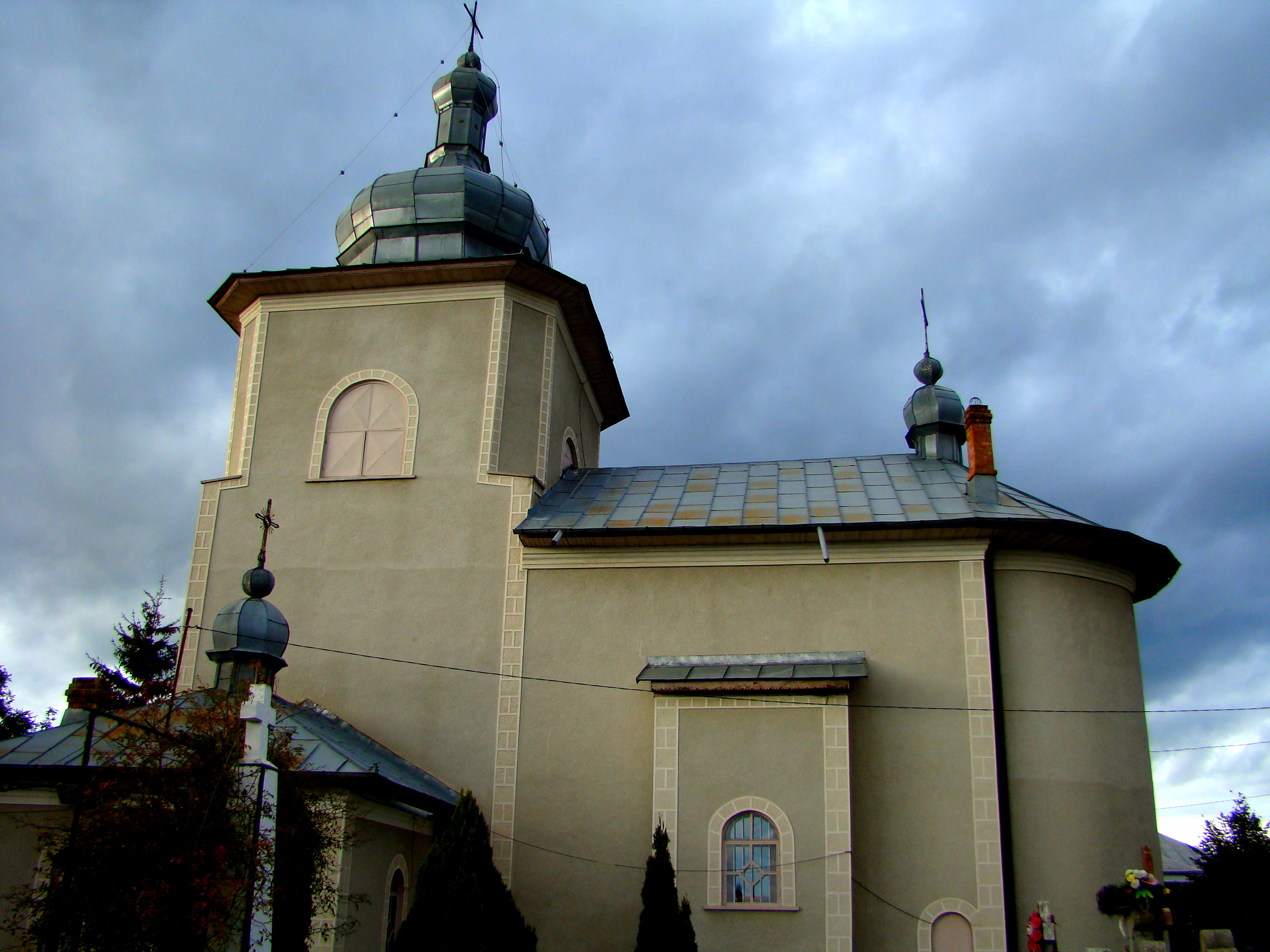
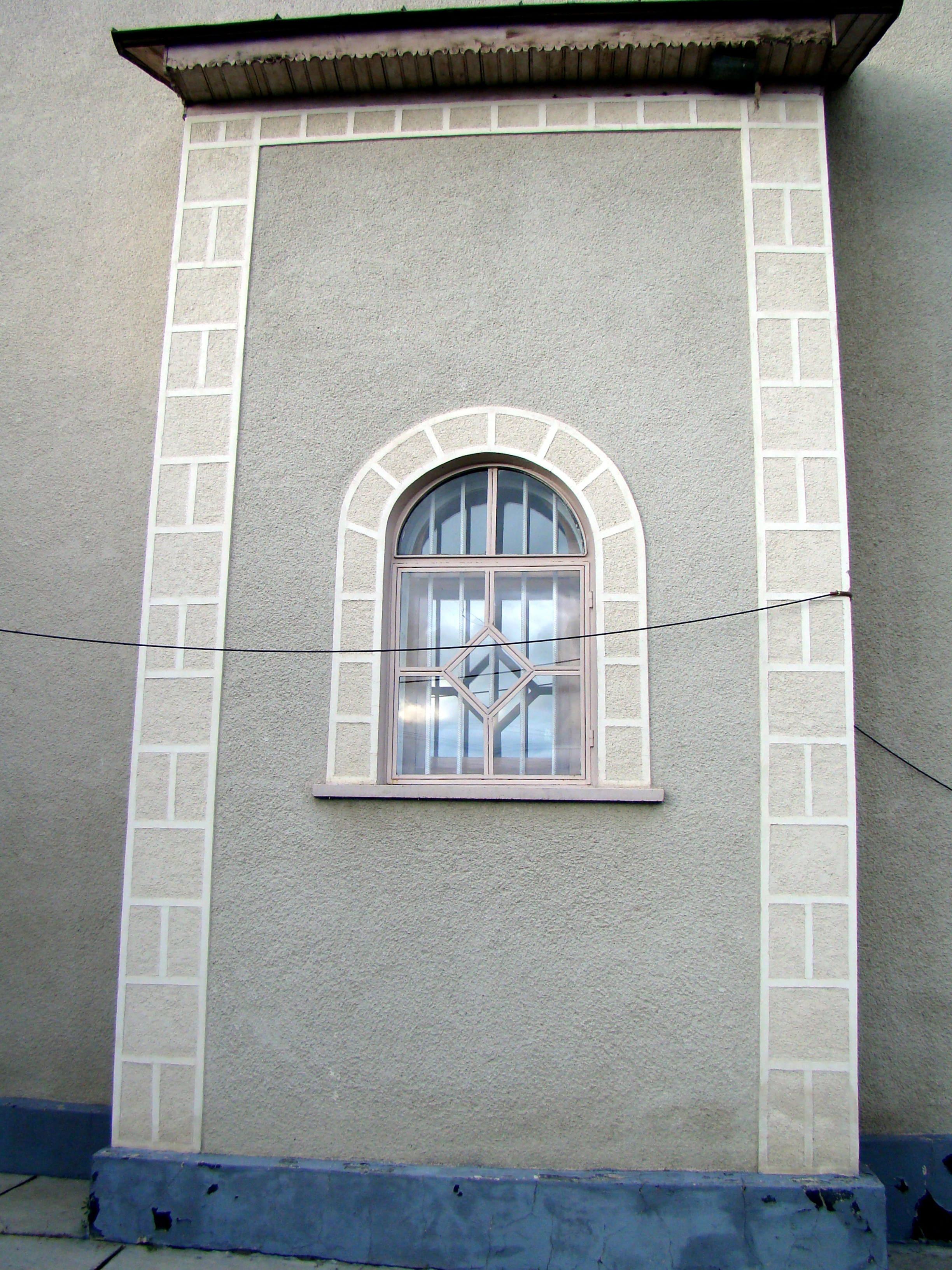
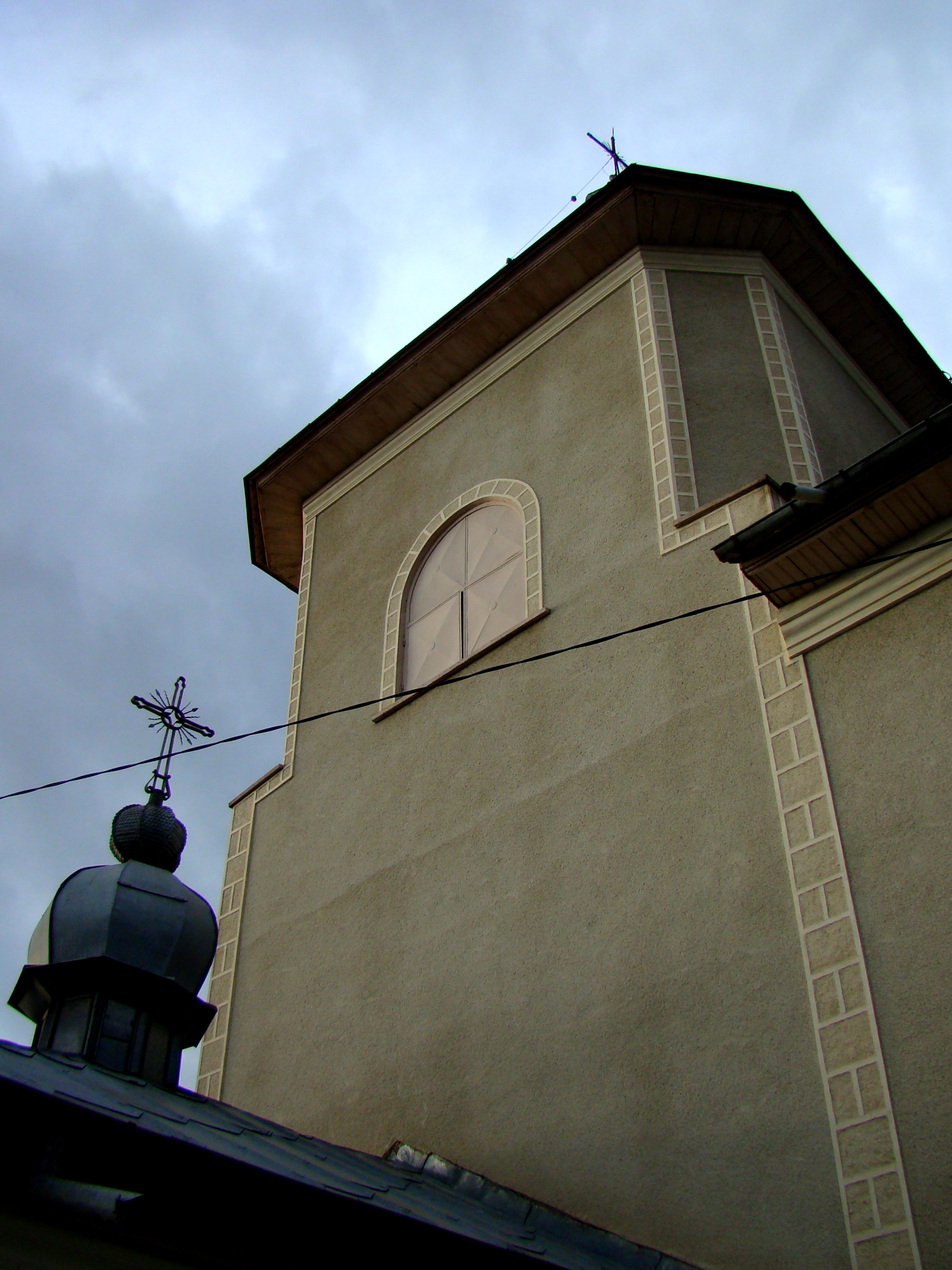
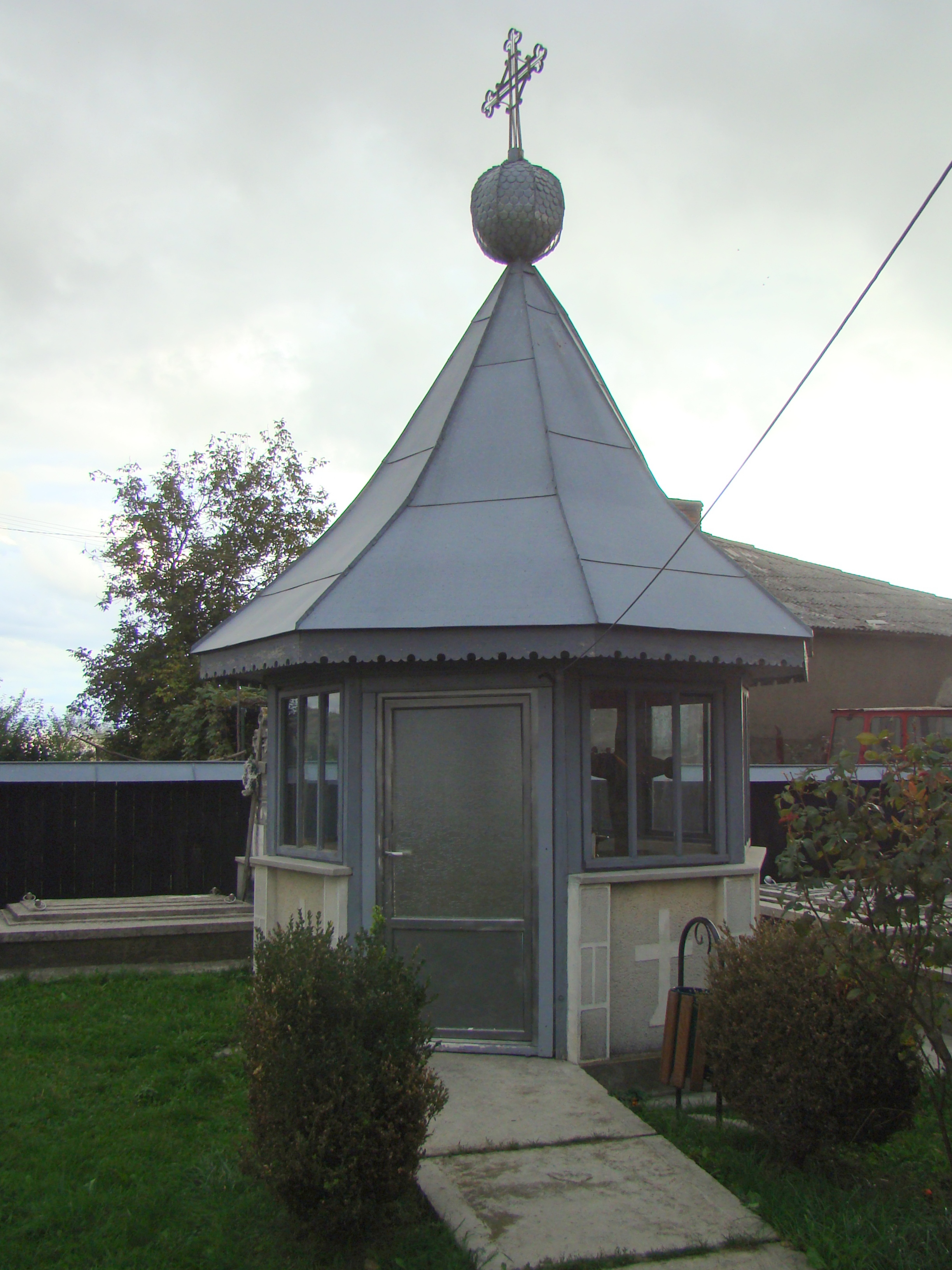
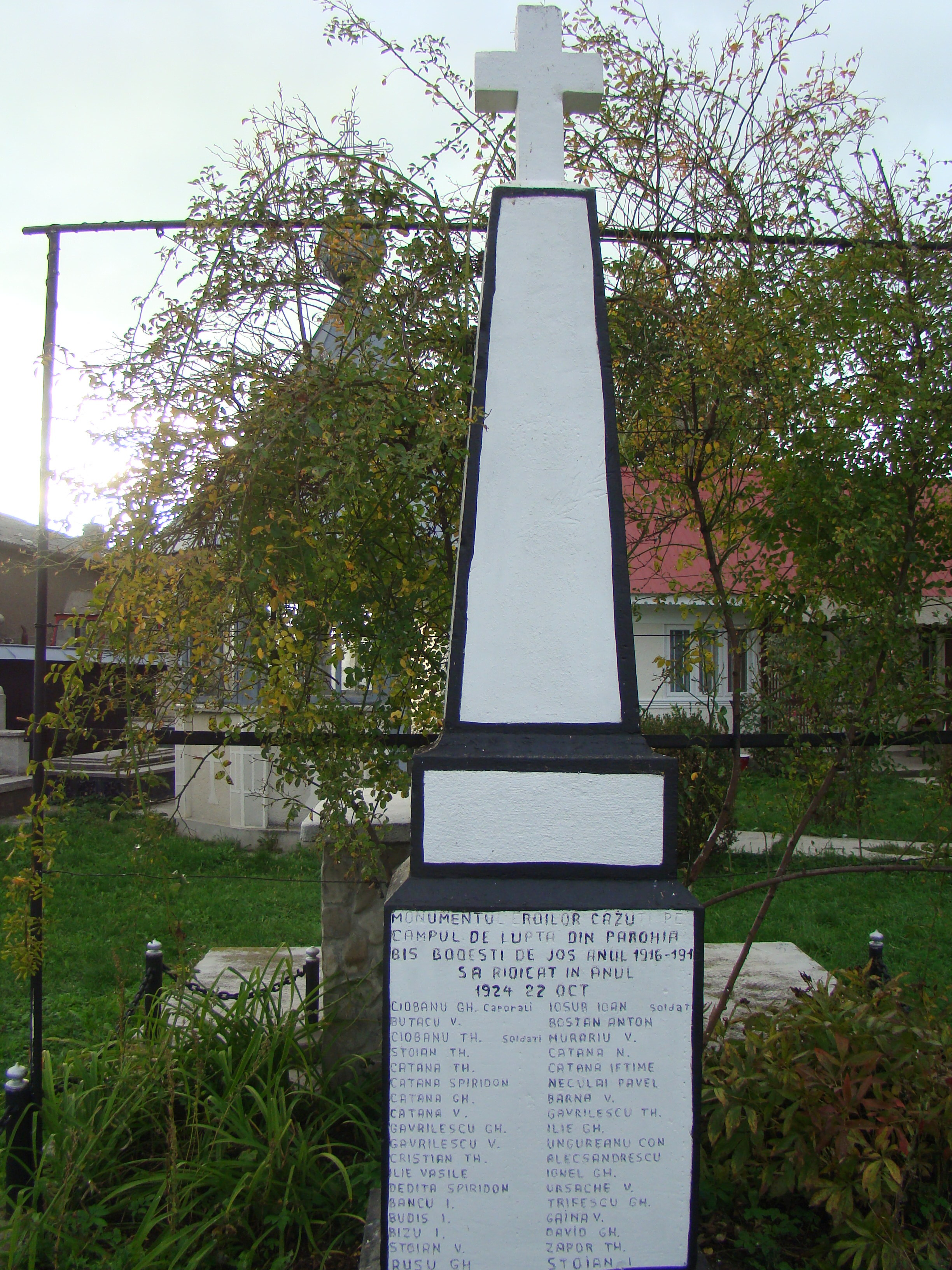
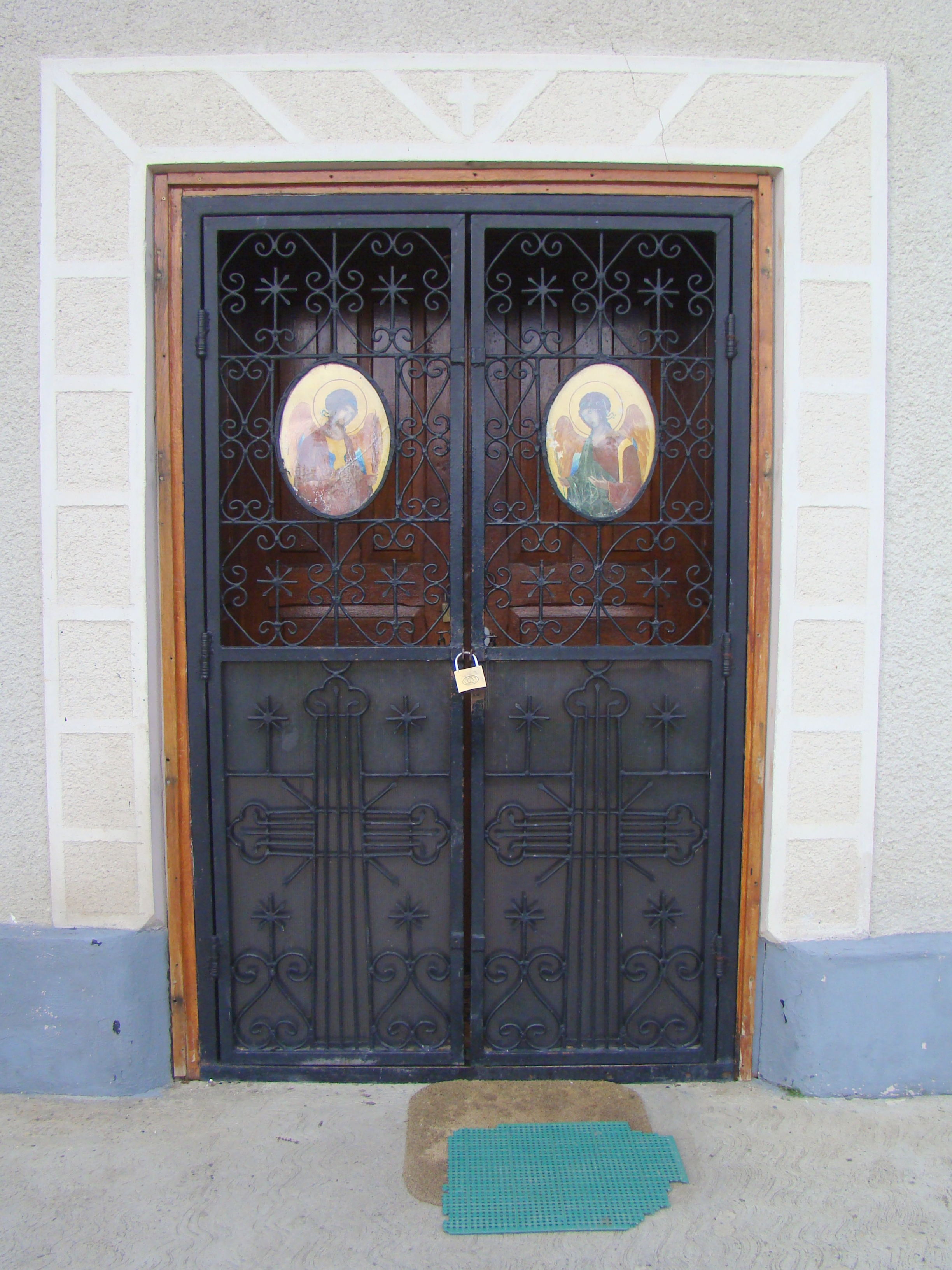
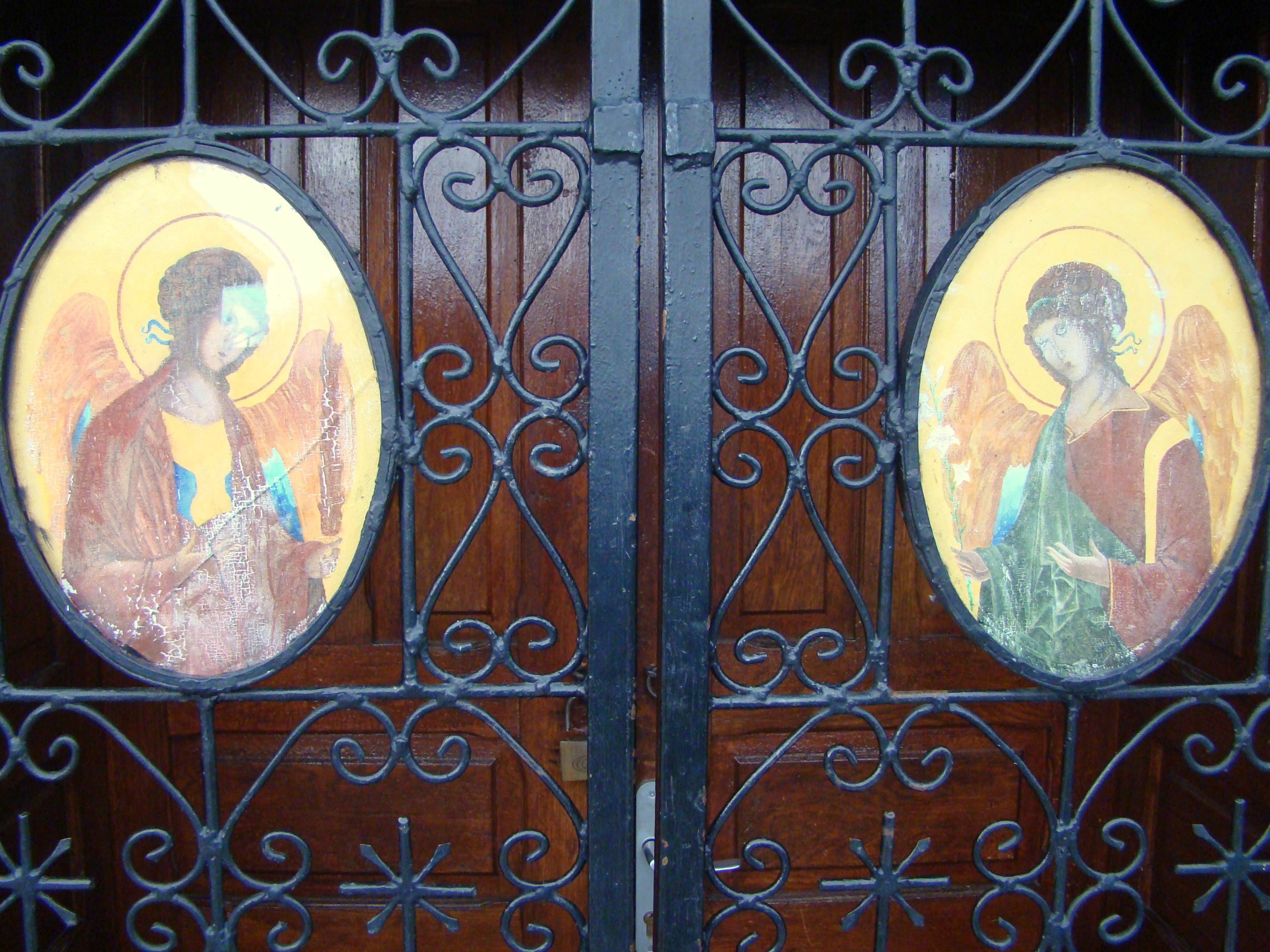
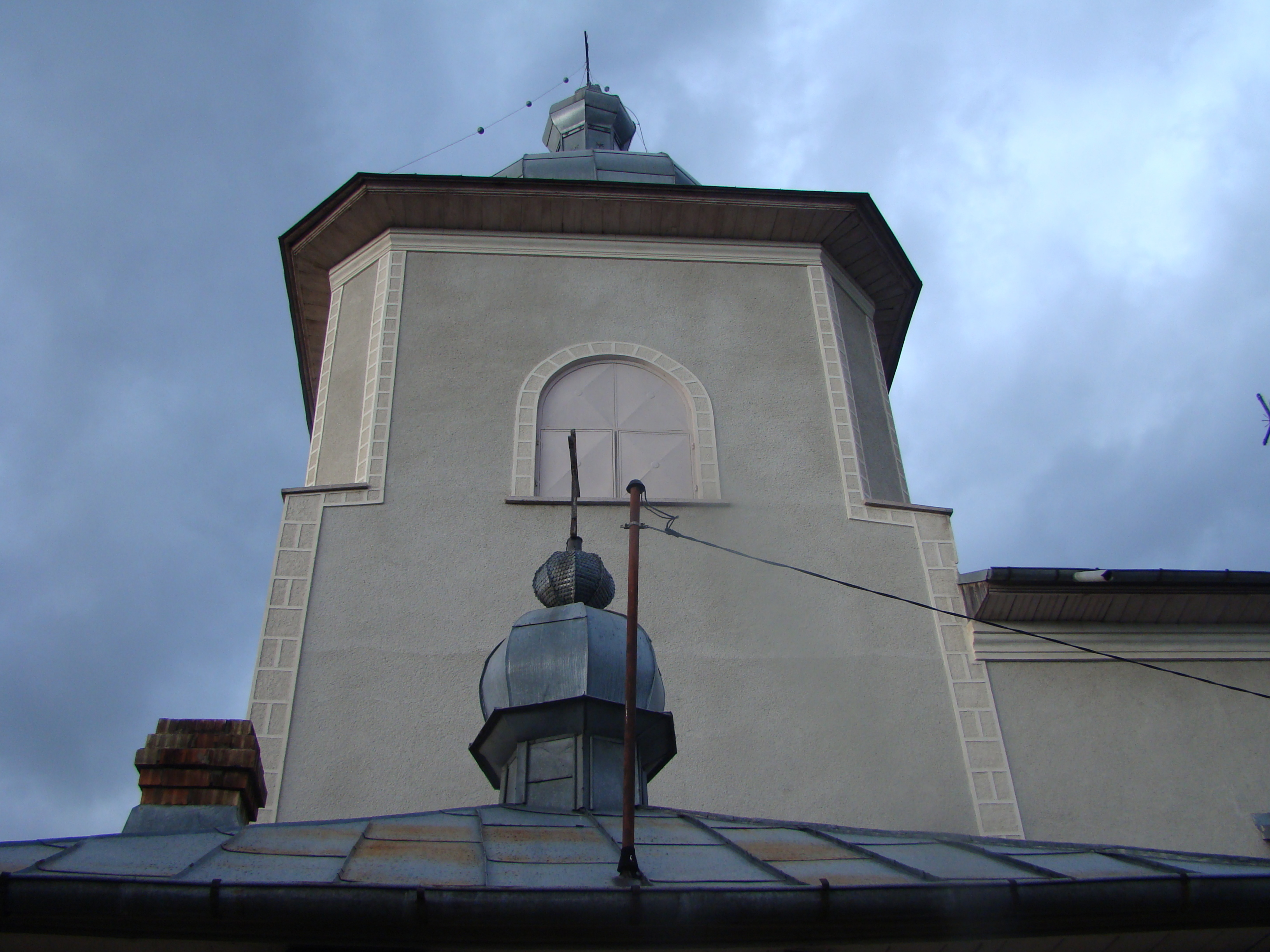
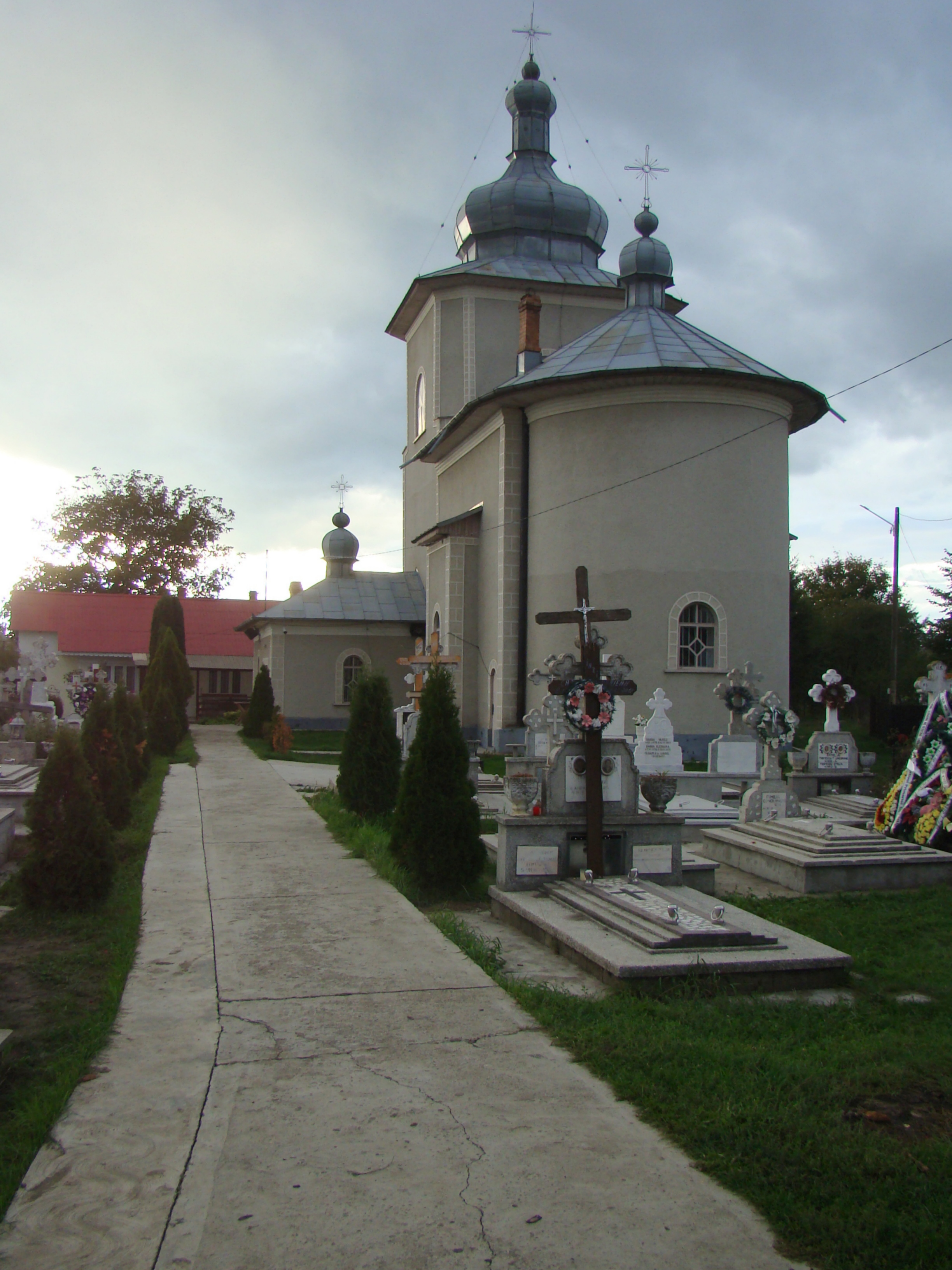
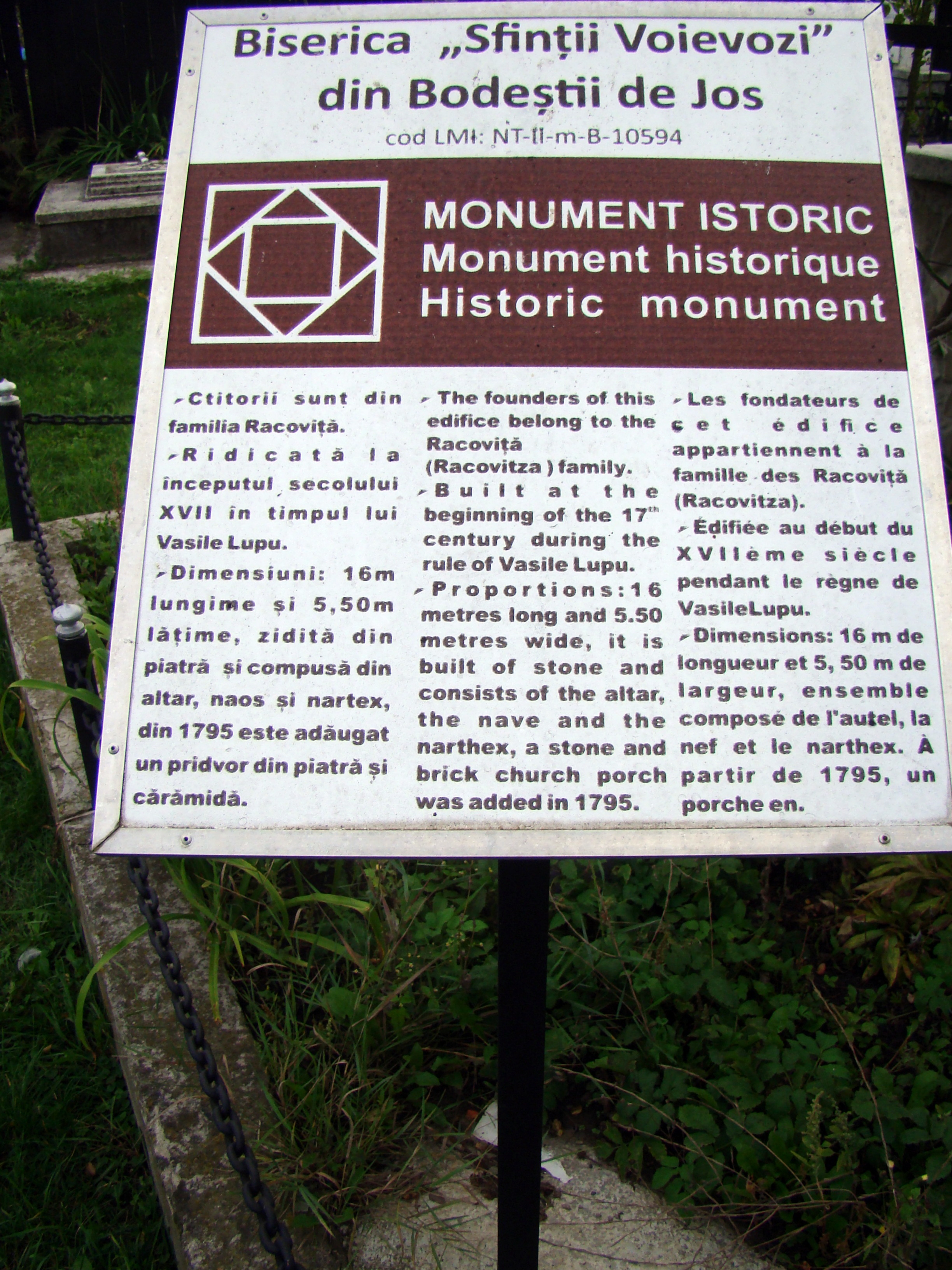